# آتش کاروان
آتش کاروان یکی از قطعات مشهور موسیقی ایرانی ترانه‌ای است با شعری تمثیلی از بیژن ترقی و آهنگ علی تجویدی. دلکش این ترانه را نخستین بار، در دهه ۳۰ خورشیدی خواند. این کار در دستگاه شور است. سال ۱۳۸۵ نیز کتاب آتش کاروان که مجموعه اشعار بیژن ترقی بود با حضور محمد رضا شجریان رونمایی شد.

## بازخوانی
این اثر در سال ۱۳۷۷ با اجازه علی تجویدی توسط علیرضا افتخاری در آلبوم یاد استاد بازخوانی و منتشر شد که با استقبال بسیاری روبه‌رو شد و از پرفروشترین آلبوم های علیرضا افتخاری می‌باشد. همچنین جلال همتی که تبحر خاصی در بازخوانی آثار بانو دلکش داشت، این اثر را در یکی از کاست‌ها که تماما بازخوانی آثار بانو دلکش بود اجرا نموده که بسیار ژست و دقیق اجرا شده است.

## متن شعر
آتشی ز کاروان جدا مانده این نشان ز کاروان به‌جا مانده
یک جهان، شرار ِتنها مانده در میان صحرا به درد خود سوزد، به سوز خود سازد
سوزد از جفای دوران فتنه و بلای طوفان فنای او خواهد، به سوی او تازد
من هم ای یاران تنها ماندم آتشی بودم بر جا ماندم
با این گرمیِ جان در ره مانده حیران این، غم خود، به کجا ببرم؟
با این جان لرزان، با این پای لغزان ره به کجا ز بلا ببرم؟
می‌سوزم گرچه با بی پروایی می‌لرزم بر خود از این تنهایی
من هم ای یاران تنها ماندم آتشی بودم بر جا ماندم
آتشین‌خو هستی‌سوزم، شعله‌جانی بزم‌افروزم
بی‌پناهی محفل‌آرا، بی‌نصیبی تیره‌روزم
من هم ای یاران تنها ماندم آتشی بودم بر جا ماندم